# Henri-Joseph de Croes
Henri-Joseph de Croes (Brussel 1758 - Regensburg of Brussel 1842) was een componist.  Evenals zijn vader, componist Henri-Jacques de Croes, was hij gedurende zijn leven in dienst van Thurn und Taxis. 
'Een nobele onbekende' zoals klarinettist Vlad Weverbergh hem omschrijft, als verloren tussen reuzen als Haydn, Mozart en Beethoven. Zijn gevoelige kamermuziek vereist echter voor een goede uitvoering de aan een conservatorium opgeleide musici. 
In zijn composities maakte hij graag gebruik van de clarinetto d'amore. Kenmerkend en uniek voor voor dat instrument is de peervormige beker. Deze creëert een zachte, smekende en bijna honingzoete toon die in een tijdperk van Duitse Sturm und Drang als bijzonder modieus werd ervaren. Het instrument raakte echter uit de mode en belandde in de vergeethoek. Wereldwijd zijn er in musea en particuliere collectie nog 69 exemplaren te vinden. Het repertoire voor dit instrument is al even zeldzaam als het instrument zelf.